# نيو ألويي (أوكلاهوما)
نيو ألويي (بالإنجليزية: New Alluwe, Oklahoma)‏ هي بلدة أمريكية تقع في الولايات المتحدة في مقاطعة نوواتا، أوكلاهوما. يقدر عدد سكانها بـ 95 نسمة ومساحتها 0.3 كم2 .